# Guarrato
Guarrato is een plaats (frazione) in de Italiaanse gemeente Trapani.